# Grönländische Fußballmeisterschaft 1983
Die Grönländische Fußballmeisterschaft 1983 war die 21. Spielzeit der Grönländischen Fußballmeisterschaft.
Meister wurde zum fünften Mal innerhalb von sieben Jahren N-48 Ilulissat, womit der Verein neuer grönländischer Rekordmeister wurde.

## Teilnehmer
Es sind lediglich die Teilnehmer der Schlussrunde bekannt. Dies waren:
- N-48 Ilulissat
- CIF-70 Qasigiannguit

## Modus
Über die Meisterschaft ist so gut wie nichts bekannt. Vermutlich wurde wie in den Vorjahren und im Jahr danach eine Schlussrunde in zwei Gruppen mit je drei Mannschaften durchgeführt. Die Schlussrunde fand in dieser Saison erstmals in Paamiut statt.

## Ergebnisse
Es ist nichts bekannt, außer dass N-48 Ilulissat vor CIF-70 Qasigiannguit die Meisterschaft erringen konnte.